# Vittorio Brambilla

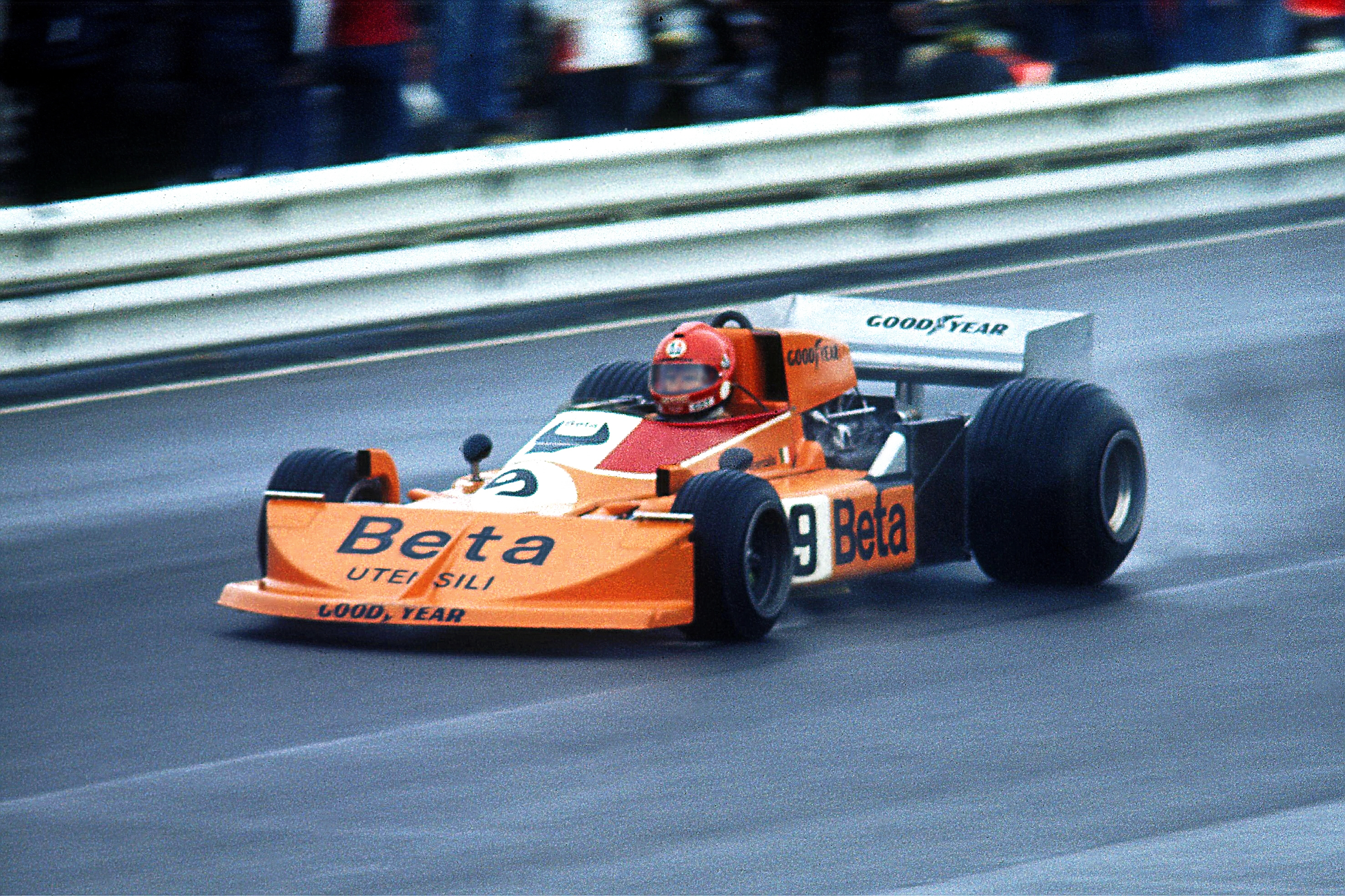
Vittorio Brambilla 31 lipca 1976 roku w bolidzie March 761 podczas Grand Prix Niemiec

Vittorio Brambilla (ur. 11 listopada 1937 w Monzy, zm. 26 maja 2001 w Camarada di Lesmo) – włoski kierowca wyścigowy. 
Zasłynął ze startów w Formule 1 w latach 1974-80. Na początku jeździł dla teamu March. W 1974 zdobył 1 punkt, który dał mu 18 miejsce w klasyfikacji kierowców. Rok później odniósł swój największy sukces - wygrał GP Austrii. W klasyfikacji był 11. W 1976 zdobył 1 punkt i 19 miejsce na koniec sezonu. Przeszedł do zespołu Surtees. Punktował trzy razy i w klasyfikacji kierowców zajął 16 miejsce. W kolejnym sezonie znów zdobył tylko punkt i zajął 19 pozycję. Dwa ostatnie lata to starty Brambilli dla Alfa Romeo. Nie punktował w tym słabym bolidzie ani razu.